# 84 Klio

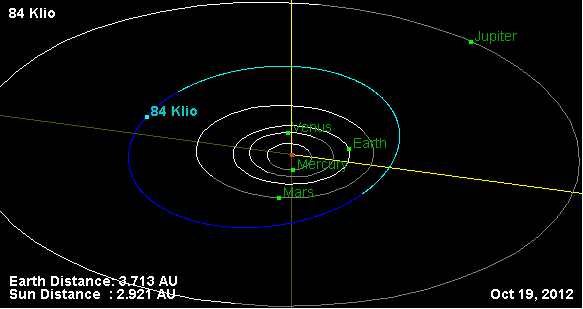
Órbita do asteroide 84 Klio.

Klio (asteroide 84) é um asteroide da cintura principal com um diâmetro de 79,16 quilómetros, a 1,8038047 UA. Possui uma excentricidade de 0,2364763 e um período orbital de 1 326,29 dias (3,63 anos).
Klio tem uma velocidade orbital média de 19,37801245 km/s e uma inclinação de 9,33309º.
Este asteroide foi descoberto em 25 de Agosto de 1865 por Robert Luther. Seu nome vem da personagem da mitologia grega Clio.